# Odon I (hrabia Blois)
Odon I lub Eudes (ur. ok. 950, zm. 12 marca 996) – hrabia Blois, Chartres, Reims, Provins, Châteaudun i Omois. Syn hrabiego Tybalda I Oszusta i Luitgardy, córki Herberta II, hrabiego Vermandois.
Tytuł hrabiowski odziedziczył po śmierci ojca w 975 r. Związany z hrabiami Vermandois trzymał stronę Karolingów w ich rywalizacji o koronę z Kapetyngami. Jeszcze za życia ojca brał udział w walkach z Odalrykiem, arcybiskupem Reims (zdobył wówczas zamek Coucy), oraz w walkach o kontrolę nad Bretanią.
Stronę Karolingów Odon trzymał nadal po elekcji Hugona Kapeta na króla Francji w 987 r. Rok później u boku Karola Lotaryńskiego brał udział w oblężeniu Laon. W 991 r. obległ zamek Melun, należący do Boucharda, wasala Hugona Kapeta. Król, razem z księciem Normandii Ryszardem I i hrabią Andegawenii Fulkiem III, przybył na odsiecz Melun i zmusił Odona do zwinięcia oblężenia.
Ok. 995 r. Odon rozpoczął wojnę z Fulkiem Andegaweńskim, który już wówczas znajdował się w konflikcie z księciem Godfrydem Bretońskim. Odon sprzymierzył się ze swoim szwagrem, Wilhelmem IV Akwitańskim oraz z Baldwinem IV Flandryjskim. Po stronie Odona wystąpił nawet jego stary nieprzyjaciel Ryszard Normandzki. Zimą 995/996 r. sojusznicy oblegli zamek Fulka Langeais, jednak odsiecz królewska zmusiła ich do odstąpienia spod twierdzy. Odon zmarł niedługo później.
Od ok. 983 r. był żonaty z Bertą Burgundzką (ok. 952 - ok. 1010), córką Konrada Pokojowego, króla Burgundii, i Matyldy, córki Ludwika IV Zamorskiego, króla Franków Zachodnich. Odon i Berta mieli razem pięciu synów i córkę:
- Robert (zm. 980/996)
- Tybald II (ok. 985 - 11 lipca 1004), hrabia Blois
- Odon II (ok. 990 - 15 listopada 1037), hrabia Blois
- Thierry (zm. 996)
- Agnieszka, żona Godfryda II, wicehrabiego Thouars
- Roger, arcybiskup Beauvais